# In the Garden of Venus
In the Garden of Venus – szósty album niemieckiego zespołu Modern Talking wydany w 1987 roku przez zachodnioniemiecką wytwórnię Hansa International. Ten album nie był tak udany jak poprzednie, ponieważ nie został promowany, co było spowodowane zawieszeniem działalności zespołu na 11 lat. Album ten był uznawany za ostatni album zespołu przed rozstaniem Thomasa Andersa i Dietera Bohlena aż do 1998 roku, kiedy wydali album Back for Good. Album Back for Good zawiera piosenkę In 100 Years w zremixowanej wersji z 1998 roku.

## Lista utworów
LP (Hansa 208 770) (BMG)	rok 1987
| Nr  | Tytuł                                                | Długość |
| --- | ---------------------------------------------------- | ------- |
| 1.  | In 100 Years                                         | 3:57    |
| 2.  | Don't Let It Get You Down                            | 3:40    |
| 3.  | Who Will Save The World                              | 3:45    |
| 4.  | A Telegram To Your Heart                             | 2:50    |
| 5.  | It's Christmas                                       | 3:52    |
| 6.  | Don't Lose My Number                                 | 3:10    |
| 7.  | Slow Motion                                          | 3:40    |
| 8.  | Locomotion Tango                                     | 3:49    |
| 9.  | Good Girls Go To Heaven – Bad Girls Go To Everywhere | 3:37    |
| 10. | In 100 Years (Reprise)                               | 1:27    |

## Lista przebojów (1987 r.)
| Państwo | Szczytowe Miejsce |
| ------- | ----------------- |
| Niemcy  | 35                |
| Szwecja | 49                |
| Turcja  | 3                 |

## Autorzy
- Muzyka: Dieter Bohlen
- Autor Tekstów: Dieter Bohlen
- Wokalista: Thomas Anders
- Producent: Dieter Bohlen
- Aranżacja: Dieter Bohlen
- Współproducent: Luis Rodriguez